# Coccinia palmata
Coccinia palmata là một loài thực vật có hoa trong họ Cucurbitaceae. Loài này được (E.Mey. ex Sond.) Cogn. mô tả khoa học đầu tiên năm 1881.